# ريحانة ميلود حسين
ريحانة ميلود حسين (من مواليد 3 يناير 1996 ) هي لاعبة كرة طائرة جزائرية. وهي جزء من المنتخب الوطني الجزائري للكرة الطائرة .
شاركت في سباق الجائزة الكبرى العالمي FIVB لكرة الطائرة لعام 2014 . على مستوى النادي لعبت مع WOChlef في عام 2014. 

## روابط خارجية
- الملف الشخصي في FIVB.org